# Aéroport de Liège
Pour les articles homonymes, voir LGG.
L’aéroport de Liège, ou Liege Airport (code IATA : LGG • code OACI : EBLG), est un aéroport belge situé à Grâce-Hollogne à quelques kilomètres au nord-ouest de la ville de Liège dans la Région wallonne. En 2023, il est dans le top 5 des plus grands aéroports pour le transport de fret en Europe. 1.005.676 tonnes de marchandises ont transité par ses infrastructures en 2023.
Liege Airport assure également quelques destinations touristiques pour le trafic des passagers (12 destinations en 2023). En ce qui concerne l’activité passagers, Liege Airport a accueilli 175.606 passagers en 2023 (soit une augmentation de 5,2% par rapport à 2022).
L’aéroport comptait près de 70% de vols de nuit en 2021 et seulement un peu plus de 30% en 2023 (près de 10.000 vols de nuit en 2023).
Le choix de l'aéroport pour accueillir la plateforme logistique d'Alibaba Group en Europe a été confirmé fin 2018. Cainiao a inauguré son entrepôt de 30 000 m2 à l'automne 2021.
Lors de la pandémie de Covid-19 au printemps 2020, l'aéroport est choisi par l'OMS comme hub de référence pour l'Europe pour distribuer le matériel médical vital.
À l'issue de la 36e édition des « Air Cargo News Awards » à Londres, il est reconnu « Meilleur Aéroport cargo au monde pour l'année 2020 ».
Laurent Jossart est le CEO de Liege Airport depuis décembre 2021.

## Situation géographique
| \| 50 km1:2 420 000 \| Amougies Arlon Cerfontaine Haren Latour Namur Saint-Hubert Spa · La Sauvenière Verviers Anvers Ostende · Bruges Bruxelles Charleroi · Bruxelles-Sud Courtrai Liège Beauvechain Bertrix Brustem Chièvres Coxyde Florennes Kleine-Brogel Melsbroek Moorsele Schaffen Weelde Zutendaal Gossoncourt Grimbergen Aéroport Aérodrome civil Aérodrome militaire |
| 50 km1:2 420 000 |

Il est situé au nord-ouest de la ville de Liège, à Bierset, dans la commune de Grâce-Hollogne, le long de l'autoroute de Wallonie, à proximité immédiate d'un nœud autoroutier important (E42 Lille/Francfort-sur-le-Main, E25 Rotterdam/Luxembourg, E40 Bruxelles/Cologne et E313 Anvers/Liège).
Liège est située au centre du quadrilatère d’or Paris - Amsterdam - Francfort - Luxembourg qui traite 75 % du fret aérien européen, 100 % si on ajoute Londres.

## Histoire
Le premier aéroport de Liège est dès le début du XXe siècle le champ d'aviation d'Ans (où il a notamment donné son nom à une rue de la localité, sur la plaine entre Ans et Rocourt), équipé d'une piste de gazon. Il est notamment utilisé par les forces d'occupation allemandes pendant la Première Guerre mondiale. Les Allemands jugeant rapidement le site inapproprié, ils installent dès fin 1914 un autre champ d'aviation sur le site de Bierset. Le champ d'aviation d'Ans est définitivement abandonné en 1930 au profit du site de Bierset, quand, à l'occasion de l'exposition internationale de Liège, une aérogare civile est installée sur le site de la base aérienne de Bierset de la Force Aérienne Belge. Celle-ci partage un temps ses pistes avec l'aéroport de Liège avant de fermer en 2010.
Le 30 avril 1990, Meusinvest, sur mission du gouvernement wallon, crée la Société de Développement et de Promotion de l'aéroport de Bierset (SAB). En avril 1994, le transport passagers se développe, avec quatre lignes : Palma, Alicante, Malaga et les Iles Canaries. 45 000 passagers sont enregistrées cette année-là. Dès 1995, des négociations ont lieu avec Cargo Airlines, compagnie israélienne spécialisée dans l'importation de produits frais, principalement des fleurs. En décembre 1996, CAL quitte Cologne pour Liège et y démarre ses activités cargo avec des gros porteurs type Boeing 747. C'est le début des activités 24h/24. C'est aussi en 1996 que TNT décide se relocaliser à Liège dans les deux ans.
En mars 1998, l'aéroport de Liège devient le centre européen de TNT Airways, plate-forme de tri avec son propre terminal de fret. L'activité de TNT se concentre principalement la nuit, avec une majorité des vols entre 1h et 6h du matin.
L'arrivée des vols de nuit depuis 1998 cause des nuisances importantes pour de nombreux riverains. Des actions en justice sont entamées. Un accord politique mène à la création de la Société Wallonne des Aéroports (en abrégé la SOWAER), en 2001. Parallèlement, un Plan d’Exposition au Bruit (en abrégé PEB) a vu le jour, qui répartissait l’environnement de l’aéroport en quatre zones (A, B, C et D) à l’intérieur desquelles la Région Wallonne prévoyait des mesures très concrètes : soit en rachat des habitations (zone A), soit en travaux d’isolation dans les autres zones. Ce PEB est révisé tous les trois ans. Au total, la Région a investi plus de 400 millions d’euros en faveur des riverains (rachats de 1 600 maisons, insonorisation de 5 500 maisons…).
Le développement de Liege Airport se poursuit. Les travaux du terminal passagers débutent en 1993 et le bâtiment est inauguré en 2005. Le 8 novembre 2007, SAB sa devient Liege Airport sa.
En mai 2016, TNT Express est repris par la société FedEx (Federal Express).
En juin 2017, la Cour d'Appel de Bruxelles condamne Liege Airport à indemniser les riverains ; la facture pour la Région wallonne pourrait atteindre un montant de 60 millions d'euros.
En 2018, un comité de citoyens (CCAL- Liège Air Propre) se crée pour faire entendre sa voix afin de limiter les nuisances globales que subissent les riverains en raison de l'augmentation du trafic aérien de l'aéroport de Liège en progression constante. En août 2020, celui-ci se constitue en asbl et introduit une action en justice pour demander une enquête d'incidence neutre et indépendante.
En zone nord, les travaux de la zone Nord commencent en 2005, et dès 2007, l’aéroport peut y accueillir de nouveaux opérateurs Cargo, comme Ethiopian Airlines et El Al Cargo en 2008. En 2010, la piste principale est allongée à 3 700 m. En 2013, c'est Qatar Airways qui arrive à Liege Airport.
L'aéroport, spécialisé notamment dans le transport d'animaux vivants, inaugure en 2016 le Horse Inn. L'infrastructure, unique en Europe, comporte 55 boxes spacieux pour chevaux.
En 2018, le groupe logistique chinois Cainiao le choisit comme centre européen pour son réseau international d’e-commerce.
L'année 2020 restera historique pour Liege Airport, qui franchit le cap du million de tonnes transportées. La même année, l'aéroport cargo est retenu, avec sept autres de par le monde, comme hub de l'OMS pour distribuer le matériel médical vital au personnel soignant, durant la pandémie de Covid-19.
Dans la nuit du 22 au 23 juillet 2020, vers 22 h 40, un important incendie se déclare dans le hangar B30, situé entre le terminal passager et le parc pétrolier de l'aéroport. Ce bâtiment abritait les entreprises Aeroservice et Western Global. Cet incendie va perturber pendant quelques heures le trafic de nuit de l'aéroport, celui-ci orienté sur le fret, c'est durant la nuit qu'ont lieu la plupart des atterrissages et décollages. L'incendie est maîtrisé peu avant minuit et ne fait aucun blessé.
En janvier 2021, la direction de TNT-FedEx fait part de sa volonté de faire de Paris-Charles De Gaulle son hub principal. Des licenciements sont annoncés à Liege Airport. FedEx et les syndicats s'accordent pour 157 licenciements secs.
Le 22 janvier 2021, lors de sa soirée annuelle de remise de prix, Payload Asia a, une nouvelle fois, nommé Liege Airport comme grand gagnant de la catégorie « Meilleur aéroport européen pour 2020 ».
En février 2021, Luc Partoune, patron de l’aéroport de Liège, est licencié pour faute grave, à la suite d'un rapport du bureau d'audit Deloitte, révélant des irrégularités dans la comptabilité de l'aéroport. Frédéric Jacquet, devient directeur général ad interim. Depuis le 1er décembre 2021, Laurent Jossart est le nouveau CEO de Liege Airport.

## Infrastructures

### Terminal
Un nouveau terminal passagers a été inauguré le 23 avril 2005. D'une capacité annuelle d'un million de passagers, il comporte 12 comptoirs check-in et 4 salles d'embarquement. Ce projet a bénéficié du support technique des Aéroports de Paris. Au niveau des avions, 4 Boeing 737 peuvent être traités simultanément et décoller en une heure.

### Pistes
L'aéroport dispose de 2 pistes parallèles de décollage et d'atterrissage. L'une est longue de 3 690 mètres, l'autre de 2 340 mètres.
Les pistes accueillent journellement des gros porteurs fret tels des Boeing 747. Le Concorde a également atterri en 1982 lors d'un meeting.

### Tour de contrôle
Depuis 1998, l'aéroport de Liège est équipé d'une nouvelle tour de contrôle.

### Infrastructures diverses
L'hôtel « Park Inn » (The Rezidor Hôtel group comme Radisson SAS) de 100 chambres a ouvert en mars 2007 à quelques mètres du terminal passagers.
- 1 600 m2 de bureaux à louer.
- L'aéroport a une capacité de stockage de kérosène de 6 millions de litres.
- L'aéroport de Liège peut accueillir les appareils cargo de tout tonnage, y compris le Boeing 747 cargo. Effectif depuis août 2010, l'allongement de la piste principale permet le décollage de tous les gros porteurs à pleine charge et l'atterrissage de l'Airbus A380 cargo.
- L'aéroport dispose de 4 nouveaux parkings avions pour Boeing 747 au nord des pistes depuis décembre 2006 ainsi que 6 autres opérationnels depuis novembre 2007.
- L'aéroport dispose de l'ILS cat. III, ce qui permet des atterrissages et décollages sous n'importe quelles conditions climatiques. L'aéroport accueille régulièrement les vols de l'Aéroport de Charleroi-Bruxelles-Sud ou de l'aéroport de Maastricht-Aix-la-Chapelle (Maastricht) lorsqu'il y a du brouillard.
- Il est relié au réseau d'oléoducs en Centre-Europe de l’OTAN[16].
- Accessibilité permanente 24h/7j avec contrôle aérien, douanes, services vétérinaires et installations de stockage pour biens périssables.

## Projets
- Extension de la cargocity en zone Nord :
  - alimentation en fuel par un réseau souterrain relié directement au pipeline principal ;
  - construction d'un hall de traitement de fret d'une superficie de 12 500 m2 et de 900 m2 de surface de bureaux ;
  - construction d’un nouveau bâtiment de bureaux d’une superficie de 1 000 m2 proche de l’entrée de la zone.
- Aux abords du terminal passagers, construction d’un nouveau bâtiment de bureaux de 4 500 m2 en continuité par rapport au centre d’affaires formé par les deux bâtiments actuels. Ce bâtiment accueillera les services de l'aéroport de Liège mais offrira également des espaces pour les besoins d’entreprises désireuses de s’implanter sur le site (opérationnel en août 2012).
- Optimisation du flux des voyageurs dans le terminal passagers et création de deux nouvelles salles d’embarquement.
- En 2008, la SNCB et le groupe Euro Carex confirment l'implantation future d'une gare TGV affectée au transport de fret, et liée aux zonings de l'aéroport (les premières étaient liaison annoncées pour fin 2017 ; le projet est cependant actuellement suspendu et lié au dénouement du Brexit[17]).
- Liege Airport prévoit d’investir 50 millions d’euros en 2018. Quatre nouvelles positions de parkings avions pour gros-porteurs seront construites pour un montant de 30 millions d’euros, tandis que 20 000 m2 de halls cargo supplémentaires seront aménagés (20 millions d’euros)[18].
- Construction d'une nouvelle route permettant de contourner l'aéroport par le nord et d'éviter l'échangeur de Loncin[19]

## Compagnies et destinations

### Compagnies passagers
En 2023, l'aéroport dessert les destinations suivantes :
| Compagnies     | Destinations |
| -------------- | --- |
| TUIfly Belgium | Alicante-Elche, Kayseri-Erkilet, Las Palmas/Gran Canaria, Malaga-Costa del Sol, Ténériffe-Sud Reine Sofia En saison : Casablanca-Mohammed-V, Djerba-Zarzis, Enfidha-Hammamet, Héraklion-N. Kazantzákis, Palma de Majorque, Rhodes-Diagoras, Tanger |

Actualisé le 30/07/2023

### Compagnies fret
- Compagnies internationales de fret : AirBridgeCargo Airlines, Air China Cargo, ASL Airlines Belgium, Challenge Air Cargo, El Al Cargo, Emirates SkyCargo, Ethiopian Cargo, FedEx, Icelandair Cargo, Kalitta Air, Qatar Airways Cargo, Ukraine International Cargo et la Western Global Airlines.

## Statistiques d'opération

### Mouvements d'aéronefs
Nombre de mouvements par année
| Année | Mouvements | Évolution |
| ----- | ---------- | --------- |
| 2010  | —          | —         |
| 2011  | —          | —         |
| 2012  | 45 269     | —         |
| 2013  | 41 037     | ▼ −9,35 % |
| 2014  | 42 139     | ▲ +2,69 % |
| 2015  | 41 039     | ▼ −2,61 % |
| 2016  | 37 988     | ▼ −7,43 % |
| 2017  | 37 199     | ▼ −2,08 % |
| 2018  | 38 808     | ▲ +4,33 % |
| 2019  | 39 879     | ▲ +2,76 % |

| Année | Mouvements | Évolution  |
| ----- | ---------- | ---------- |
| 2020  | 40 260     | ▲ +0,96 %  |
| 2021  | 45 692     | ▲ +13,49 % |
| 2022  | 37 589     | ▼ −17,74 % |
| 2023  | 33 552     | ▼ −10,73 % |
| 2024  | 37 001     | ▲ +10,28 % |
| 2025  | —          | —          |
| 2026  | —          | —          |
| 2027  | —          | —          |
| 2028  | —          | —          |
| 2029  | —          | —          |

### Activité cargo
L'aéroport est classé au top 50 mondial, 6e position européenne pour le transport aérien des marchandises en 2023.
L'aéroport de Liège est le centre mondial de ASL Airlines Belgium et le centre européen pour Challenge Air Cargo, El Al Cargo, Ethiopian Cargo et Western Global Airlines.
Tonnages de fret par année
| Année | Fret    | Évolution |
| ----- | ------- | --------- |
| 1990  | —       | —         |
| 1991  | —       | —         |
| 1992  | —       | —         |
| 1993  | —       | —         |
| 1994  | —       | —         |
| 1995  | —       | —         |
| 1996  | —       | —         |
| 1997  | —       | —         |
| 1998  | 163 807 | —         |
| 1999  | 207 629 | 26,75 %   |

| Année | Fret    | Évolution |
| ----- | ------- | --------- |
| 2000  | 270 307 | 30,19 %   |
| 2001  | 273 217 | 1,08 %    |
| 2002  | 326 877 | 19,64 %   |
| 2003  | 374 159 | 14,46 %   |
| 2004  | 383 837 | 2,59 %    |
| 2005  | 325 712 | 15,14 %   |
| 2006  | 406 525 | 24,81 %   |
| 2007  | 489 870 | 20,50 %   |
| 2008  | 518 750 | 5,90 %    |
| 2009  | 482 121 | 7,06 %    |

| Année | Fret    | Évolution |
| ----- | ------- | --------- |
| 2010  | 639 434 | 32,63 %   |
| 2011  | 674 469 | 5,48 %    |
| 2012  | 577 225 | 14,42 %   |
| 2013  | 561 160 | 2,78 %    |
| 2014  | 590 811 | 5,28 %    |
| 2015  | 651 001 | 10,19 %   |
| 2016  | 660 643 | 1,48 %    |
| 2017  | 716 894 | 8,51 %    |
| 2018  | 871 596 | 21,58 %   |
| 2019  | 902 047 | 3,54 %    |

| Année | Fret         | Évolution |
| ----- | ------------ | --------- |
| 2020  | 1 113 987,64 | 23,50 %   |
| 2021  | 1 412 206,18 | 26,00 %   |
| 2022  | 1 140 060,18 | 19,27 %   |
| 2023  | 1 005 507,93 | 11,80 %   |
| 2024  | 1 154 485,00 | 14,82 %   |
| 2025  | —            | —         |
| 2026  | —            | —         |
| 2027  | —            | —         |
| 2028  | —            | —         |
| 2029  | —            | —         |

### Activité passagers
Trafic passagers par année
| Année | Passagers | Évolution |
| ----- | --------- | --------- |
| 1990  | —         | —         |
| 1991  | —         | —         |
| 1992  | —         | —         |
| 1993  | —         | —         |
| 1994  | —         | —         |
| 1995  | —         | —         |
| 1996  | —         | —         |
| 1997  | —         | —         |
| 1998  | 172 938   | —         |
| 1999  | 212 794   | 23,05 %   |

| Année | Passagers | Évolution |
| ----- | --------- | --------- |
| 2000  | 200 263   | 5,89 %    |
| 2001  | 206 798   | 3,26 %    |
| 2002  | 165 940   | 19,76 %   |
| 2003  | 174 159   | 4,95 %    |
| 2004  | 206 906   | 18,80 %   |
| 2005  | 239 389   | 15,70 %   |
| 2006  | 307 489   | 28,45 %   |
| 2007  | 332 848   | 8,25 %    |
| 2008  | 400 281   | 20,26 %   |
| 2009  | 356 782   | 10,87 %   |

| Année | Passagers | Évolution |
| ----- | --------- | --------- |
| 2010  | 299 043   | 16,18 %   |
| 2011  | 309 206   | 3,40 %    |
| 2012  | 303 524   | 1,84 %    |
| 2013  | 299 263   | 1,40 %    |
| 2014  | 302 667   | 1,14 %    |
| 2015  | 299 427   | 1,07 %    |
| 2016  | 382 619   | 27,78 %   |
| 2017  | 192 381   | 49,60 %   |
| 2018  | 171 028   | 11,10 %   |
| 2019  | 170 737   | 0,17 %    |

| Année | Passagers | Évolution |
| ----- | --------- | --------- |
| 2020  | 44 188    | 74,07 %   |
| 2021  | 76 436    | 72,97 %   |
| 2022  | 166 705   | 118,10 %  |
| 2023  | 175 440   | 5,24 %    |
| 2024  | 169 480   | 3,40 %    |
| 2025  | —         | —         |
| 2026  | —         | —         |
| 2027  | —         | —         |
| 2028  | —         | —         |
| 2029  | —         | —         |

### Emplois
En matière d'emplois, l'aéroport de Liège représente 9 000 emplois directs et indirects selon une étude de l'université de Liège parue en 2020. Ce nombre est appelé à augmenter avec l'installation de l'entreprise Alibaba Group prévue pour fin 2021.

## Accès terrestre

### En voiture
L'aéroport est situé le long de l'autoroute E42/A15. Le terminal passagers, l'hôtel « Park Inn » et les autres infrastructures sises au Sud des pistes sont accessibles par la sortie 3 « Liège Aéroport ». La nouvelle zone cargo « Flexport », au Nord des pistes, est quant à elle accessible depuis la sortie 4 « Flémalle ».
Voisin de l'aéroport, l'échangeur de Grâce-Hollogne connecte les autoroutes E42/A15 et A604. La première sortie de l'A604 (« Bierset ») débouche sur l'aéroport, tandis que l'autoroute dessert l'Ouest de l'agglomération liégeoise, jusque Seraing.
Enfin, l'aéroport est à proximité de l'échangeur de Loncin, carrefour entre les autoroutes E40/A3 (Bruxelles – Aix-la-Chapelle), E42/A15 (Liège – Namur – Charleroi) et E25/A602 (Liège – Luxembourg).

### Parkings
L'aéroport est doté de 3 parkings. Le parking 3 n'est accessible qu'en période estivale.

### En bus
L'arrêt de bus « Bierset Liège-Airport » est desservi par 3 lignes du TEC Liège-Verviers :
- la ligne 57[24] relie l'aérogare et d'autres bâtiments environnants directement à la gare internationale de Liège-Guillemins ;
- la ligne 85 rejoint d'un côté la Place St-Lambert à Liège, et de l'autre Huy Rive Droite[25] ;
- la ligne 53[26], dont l'arrêt est excentré par rapport à l'aérogare, rejoint d'un côté la place Saint-Lambert à Liège, et de l'autre la gare routière de Jemeppe-sur-Meuse[27].

## Actionnariat
L'aéroport de Liège est une société anonyme de droit privé. Son capital de 15 000 000 € est aujourd’hui détenu à 50 % par ECETIA PARTICIPATIONS SA (Intercommunale + Dexia + Ethias), à 25 % par la SOWAER (Société wallonne des Aéroports régionaux) et à 25 % par ADPm (Aéroports de Paris Management), filiale d'Aéroports de Paris.